# La maga y el camino dorado
La maga y el camino dorado, también conocida como La maga, fue una telenovela infantojuvenil argentina que se transmitió en toda Latinoamérica. Es coproducida por Illusion Studios y es una adaptación de la novela El maravilloso mago de Oz de Lyman Frank Baum. Se estrenó en la señal para niños el 13 de octubre de 2008, y finalizó su emisión de una sola temporada de 52 episodios el 23 de diciembre de 2008, en la Zona Sur, mientras que en la Zona Norte su último episodio fue transmitido el 9 de febrero de 2009. La serie se estrenó en Italia a través del canal Rai Gulp con el título "La maga" del 10 de junio al 15 de julio de 2013.
La serie también se estrenó en el canal TiiN a partir del lunes 7 de octubre de 2013 con el título "La Maga".

## Argumento
La Maga cuenta la historia de Dorana, una mujer joven que tiene un trabajo y un amor imposible, un objetivo por qué luchar y un pasado conflictivo. Un día la vida de Dorana deja de lado la rutina a la que estaba acostumbrada y le ocurre algo mágico: cruza un umbral que la lleva al mundo paralelo de Oz. Allí recibe una misión que la llevará a atravesar aventuras terribles e insospechadas, siempre bajo el acecho de su rival, la bruja Bruna. En el mundo paralelo, Dorana conocerá a tres de los que se convertirá en sus inseparables amigos: un Hombre de Lata, un Espantapájaros y un León. También en todo el trayecto conoce a un guerrero llamado "Arján" que es el mismo mago de Oz (este personaje es neutral) Dorana cuando lo ve por primera vez piensa que es y se va corriendo sobre el pero como no la conoce, en un principio tiene un mal carácter con ella. en uno de los capítulos de la serie, Dorana aclara por fin sus sentimientos y ve que su verdadero amor es y le confiesa que está enamorada de esa , pero este le dice que no saca todavía tiempo como para pensar en tontadas y en ella ya que él es un guerrero y su misión es más importante que ella, Dorana comienza a llorar y le pregunta si al menos no puede acompañarlo en su misión y este le dice que es muy peligroso para ella y se va. Pero con el paso del tiempo Arján va cambiando su carácter con Dorana mostrando un lado afectuoso y se va dando cuenta que Dorana es el amor de su vida, se enamora de ella y en el último capítulo de la serie, Arján le dice a Dorana que la ama, y los 3 amigos de Dorana al escuchar estas palabras suspiran de emoción, y en el puente se aparece unos señores queriendo llevarse a Dorana al mundo de los humanos pero Arján agarra a Dorana y la besa apasionadamente, y luego se quedan mirando con amor y se sonríen. El marco real es bien distinto al original. Se trata de un hotel en el que vive la protagonista con una banda de chicos, sus amigos adultos y un padrastro déspota, con el hijo del intendente que es el amor de Dorana y su malvada novia Pía.
Cada capítulo contará una parte de la historia de cada mundo, unidos temáticamente entre sí. Si bien el hilo conductor será el mundo real, la presencia del mundo paralelo de Oz aportará aventura y magia a la trama. La Maga y el Camino Dorado está dirigida a toda la familia.

## Elenco principal
- Florencia Otero (Dorana/La Maga)
- Patricio Arellano (Iván/Arján-Mago de Oz)
- Alejandro Paker (Kuiky/Leoncio)
- Leo Trento (Andrés/Hombre de Lata)
- Carlos March (Frido/Espantapájaros)
- Andrea Surdo (Mujer pobre/Hada-la Bruja Buena)
- Karina K (Brunilda/Bruna-la Bruja Mala)
- Omar Calicchio (Don Antonio/Bill Hill)
- Maida Andrenacci (Pía/Arcángela-la Bruja Mala)